# 노르노르게

노르노르게

노르노르게(Nord-Norge)는 노르웨이의 지역으로, 핀마르크주, 트롬스주, 노를란주를 포함한다.
더 북쪽과 북극의 절반인 스발바르 제도는 전통적으로 북부 노르웨이의 일부로 간주되지 않는다. 이 지역은 노르웨이인뿐만 아니라 토착 사미족, 노르웨이 핀인, 러시아 인구(대부분 키르케네스)가 거주하는 다문화이다. 핀란드어는 핀마르크 동쪽의 몇몇 공동체에서만 사용된다.

## 같이 보기
- 쇠를란테드
- 베스틀란데트
- 외스틀란데트
- 트뢰닐라그